# پابرهنه‌ها (فیلم)
پابرهنه‌ها فیلمی به کارگردانی و نویسندگی رحیم روشنیان محصول سال ۱۳۴۷ است.

## خلاصه داستان
«حمید» از خانهٔ مجلل مادرش رانده می‌شود…

## بازیگران
- رضا بیک ایمانوردی
- سهیلا
- منوچهر وثوق
- رحیم روشنیان
- کارمن
- حسن غفاری
- ملیحه نصیری
- بیگلری
- اکبر هاشمی
- هوشنگ نصیری
- افروز روشنیان